# 안화왕의 난
안화왕의 난은 당시 명나라의 황실 일원이자 안화왕(安化王)이었던 주치번(朱寘鐇)이 정덕제를 상대로 반란을 일으켜 1510년 5월 12일에 시작되어 5월 30일에 진압된 난이다. 안화왕의 난은 정덕제의 재위 기간 도중 일어난 2번의 황실 내부의 반란들 중 하나로, 나머지 하나는 1519년에 일어난 녕왕의 난이다.

## 배경
정덕제가 제위에 오르는 과정에서, 환관 유근(劉瑾)이 권력을 잡으며 온갖 부정부패를 저질렀다. 그는 세입을 늘리기 위해 세율을 급격히 인상하였다. 한편 1492년에 주치번이 안화왕의 자리에 올라 현재 산시성에 해당한 지역을 장악한 이후, 그는 황제의 자리를 넘보았고 곧 얼마 지나지 않아 충성스러운 부관들을 모으며 음모를 꾸몄다.
1510년 3월에 유근이 보낸 세무관들이 더더욱 인상한 세율과 함께 탈세자들을 처벌하라는 명을 가지고 산시성으로 들어오자, 당시 산시성의 군사들을 이에 원망을 품었고 주치번은 이 기회를 틈타 부하들과 함께 반란을 일으킬 준비를 하였다.

## 반란
세무관들은 1510년 5월 12일, 안화왕이 주최한 연회에 초대되었고, 그들이 잔치에서 술을 마시는 동안 안화왕의 부하들이 그들을 살해하였다. 그 직후 안화왕의 군대는 연회에 참석하지 않은 중앙 정부 관리들도 찾아 나서며 죽이기 시작했고, 본격적으로 반란을 선포하였다. 또한 그는 왕실 칙령을 내려 주변 지역의 관리들에게 군수 물자들을 보내줄 것과, 추가적인 병력을 차출하여 합류할 것을 요구하였다. 그는 유근의 부패를 비난하며 유근을 사로잡아 죽일 것이라고 말하기도 하였다. 하지만 이미 주변 관리들은 유근의 영향력 아래에 있었고, 그 아무도 안화왕에게 군사를 보내거나 도우려 하지 않았으며 안화왕의 칙령은 중앙 정부까지 전해지지도 못하였다.
반란의 첫 전투는 황하 근처에서 200여 명의 진압군과 반란군들이 서로 격돌하며 일어났다. 이 전투에서 반란군은 대패했고, 반란군들의 물자, 배, 병사들이 대거 잡혀갔다. 한편 거짓으로 안화왕에게 협력하는 체 했던 군사령관 '치우위에'는 병을 핑계로 안화왕의 부름을 거부하는 한편, 반란군 내부에서 정덕제를 따르는 사람들을 비밀리에 모아 안화왕을 내쫓을 계획을 짰다. 치우위에는 진압군에 대한 거짓 정보를 흘려 안화왕의 오판을 이끌어냈고, 결국 100여 명의 군사를 이끌고 안화왕의 신하들을 죽여버린 후에 5월 30일에 안화왕을 생포하여 진압군에 넘겼다.

## 진압 이후
안화왕이 사로잡힌 이후, 대부분의 반란군들은 도망가거나 자살하였다. 안화왕은 긴 감옥 생활 이후 스스로 자결하거나 처형되거나, 이 두 가지 선택권이 주어졌고, 결국 1511년 3월 14일에 자결하였다. 안화왕의 자식들은 모두 봉작을 상실하였고, 그들의 재산들은 반란 진압에 공이 있는 자들에게 돌아갔다. 한편 중앙 정부가 반란을 진압하기 위해 파견한 양이청과 군사령관 장용은 이미 도착하였을 때 반란이 모두 진압된 것을 보고 놀라워하였으며, 생포된 안화왕을 데리고 베이징으로 돌아갔다. 그들은 환관 유근의 비리가 이번 반란의 원인이었다고 주장하며 그를 황궁에서 내칠 것을 주장하였으며, 결국 유근은 1510년 9월 10일에 체포되어 27일에 능지형을 받고 처참하게 죽었다. 능지형이란 칼로 죄인을 갈기갈기 찢어 죽이는 형벌인데, 죽을 당시 유근은 거의 6,000여 회에 달하는 칼질을 당했다고 한다.